# Estación Lisandro de la Torre
Lisandro de la Torre es una estación de ferrocarril en la ciudad de Buenos Aires, Argentina. Es una estación intermedia del servicio eléctrico metropolitano de la Línea Mitre Ramal Tigre que se presta entre las estaciones Retiro y Tigre. Se cerró temporalmente el 2 de septiembre de 2017 debido a la construcción del Viaducto Mitre, y fue reabierta el 14 de septiembre de 2019 ya elevada.

## Ubicación
La estación se encuentra en el barrio no oficial de La Imprenta en Palermo frente a la Plaza República de Bolivia. Se halla en inmediaciones al Campo Municipal de Golf , al Buenos Aires Lawn Tennis Club y al Hipódromo Argentino de Palermo.

## Toponimia
Recibe el nombre de Lisandro de la Torre (1868 – 1939), quien fuera un destacado político argentino.

## Ramal a Obras Sanitarias
Antiguamente se desprendía un ramal de 1,5 km aprox. que llevaba trenes de carga a las Obras Sanitarias de la Nación (hoy AySA). Este ramal cerró en 1961 con el Plan Larkin. Actualmente quedan restos de vías del ramal a la altura de las Calles La Pampa y Dragones y a la altura de las Calles Miñones y José Hernández

## Galería

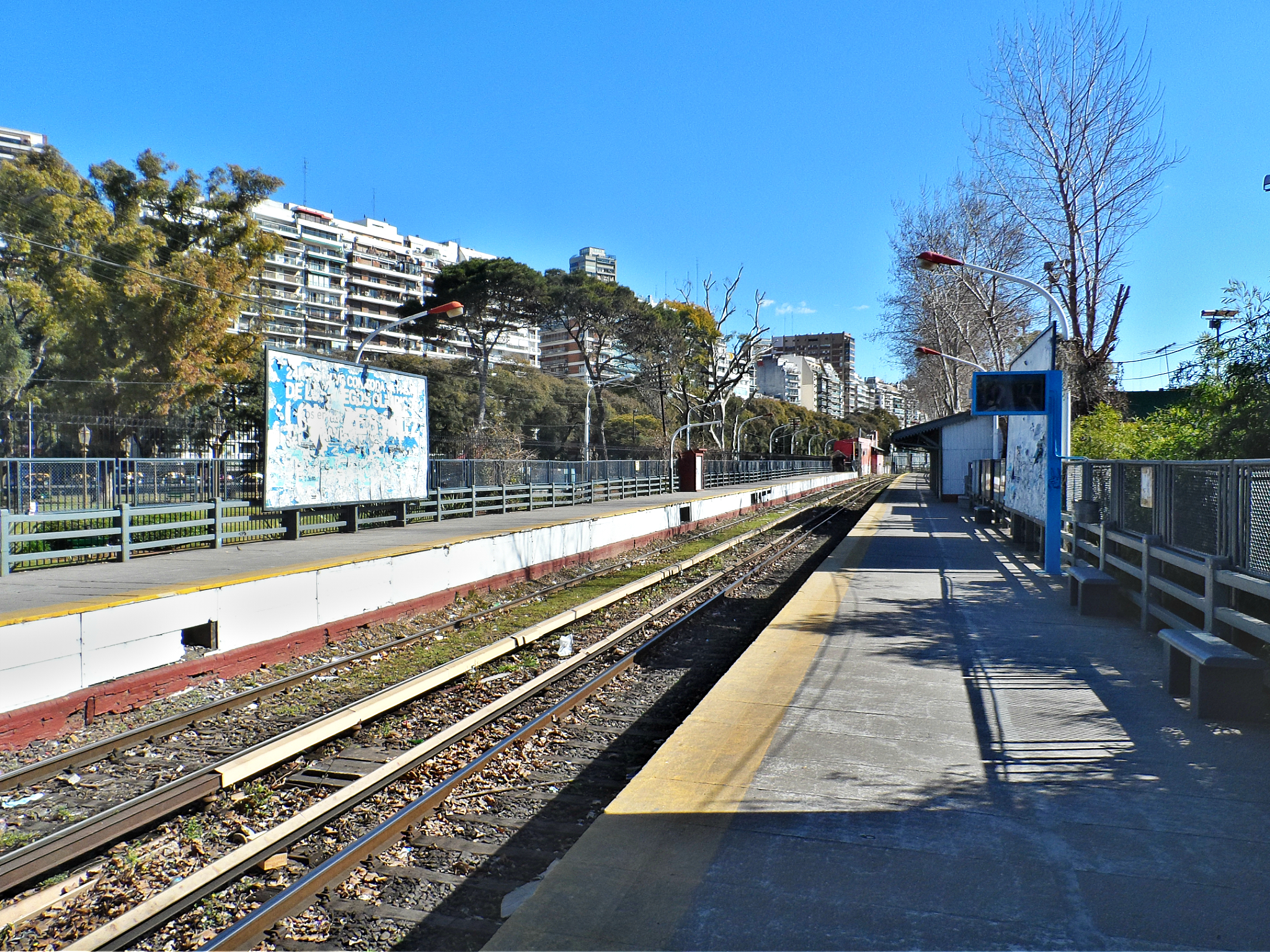
Antigua estación
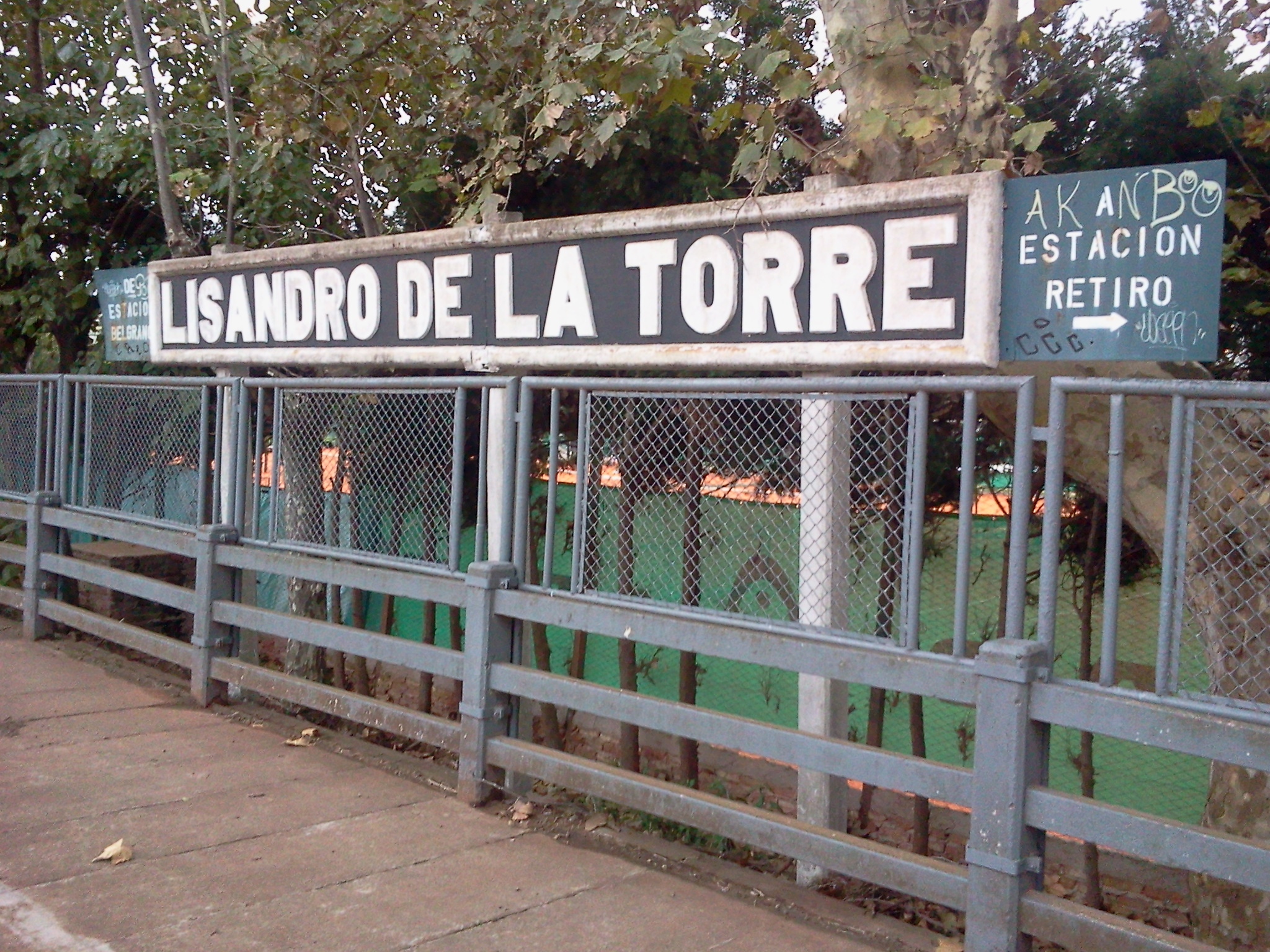
Antiguo nomenclador
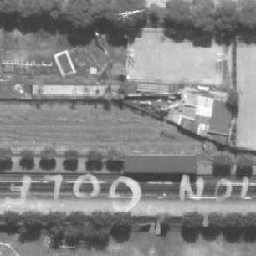
Vista aérea de la estación hacia el año 1940
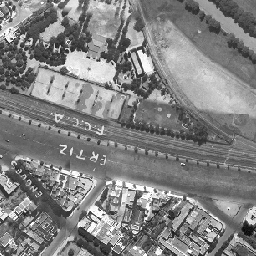
Empalme a Obras Sanitarias
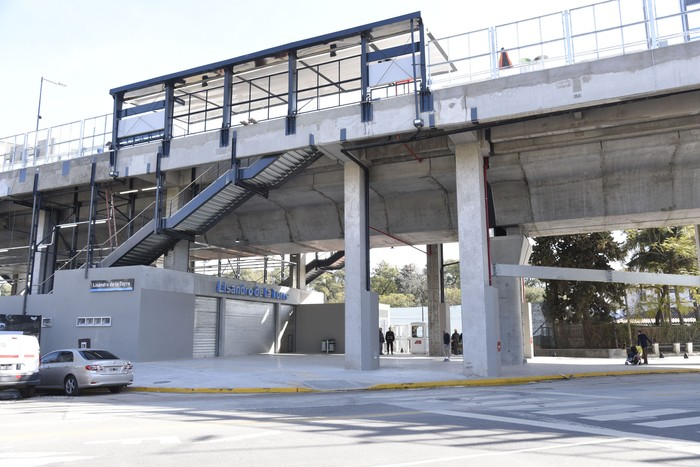
Estación vista desde la Avenida Olleros
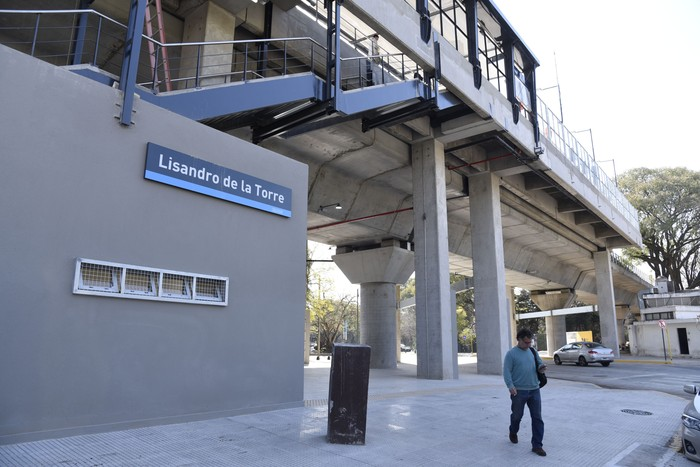
Estación vista desde la Plaza Bolivia
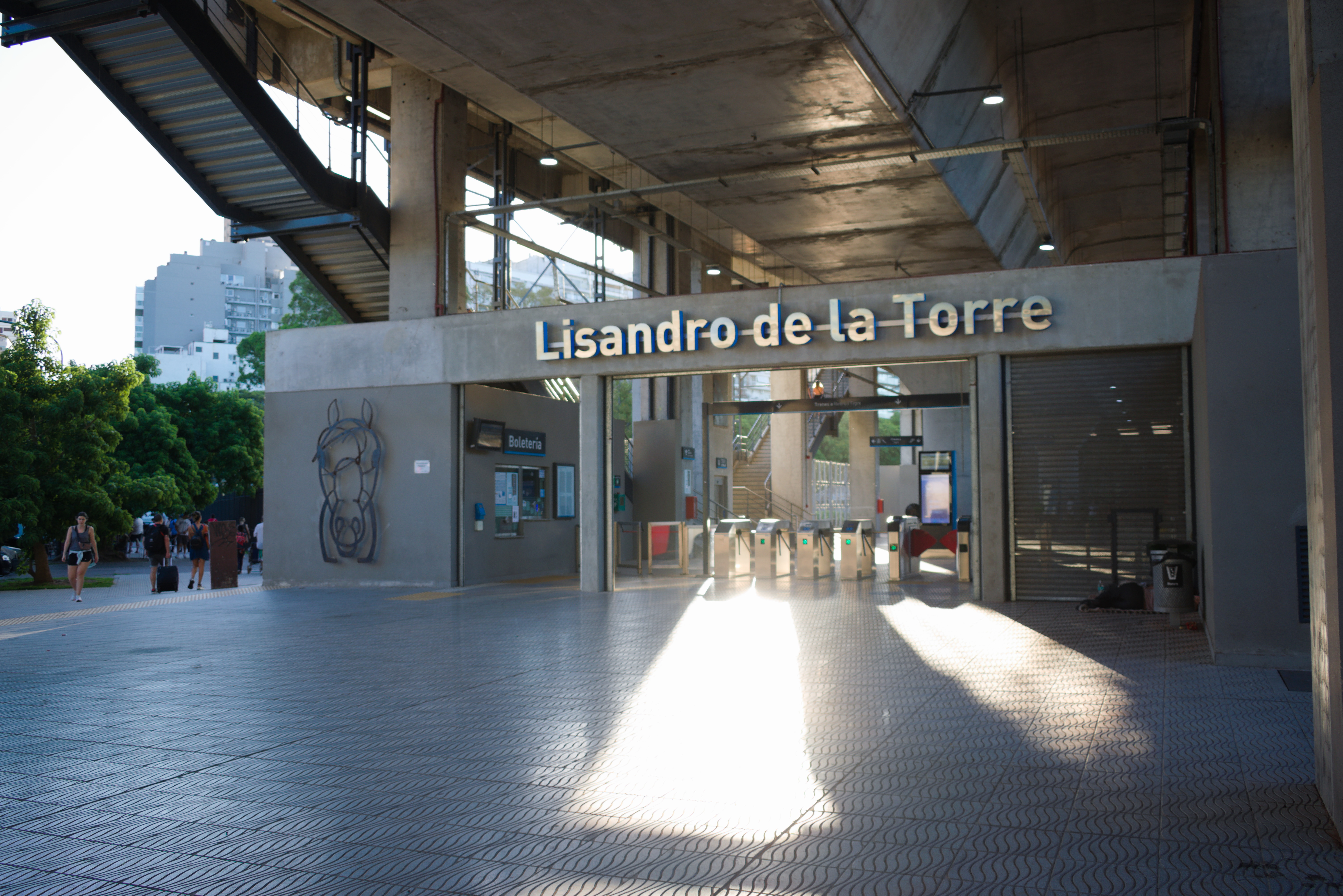
Acceso a la estación desde la Avenida Olleros
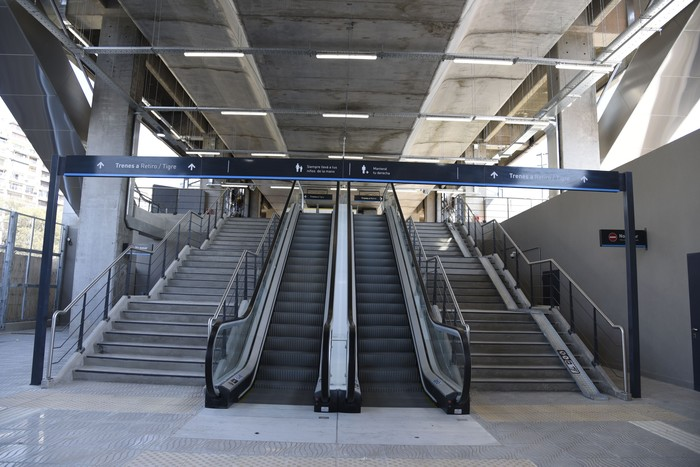
Escaleras de acceso a la estación
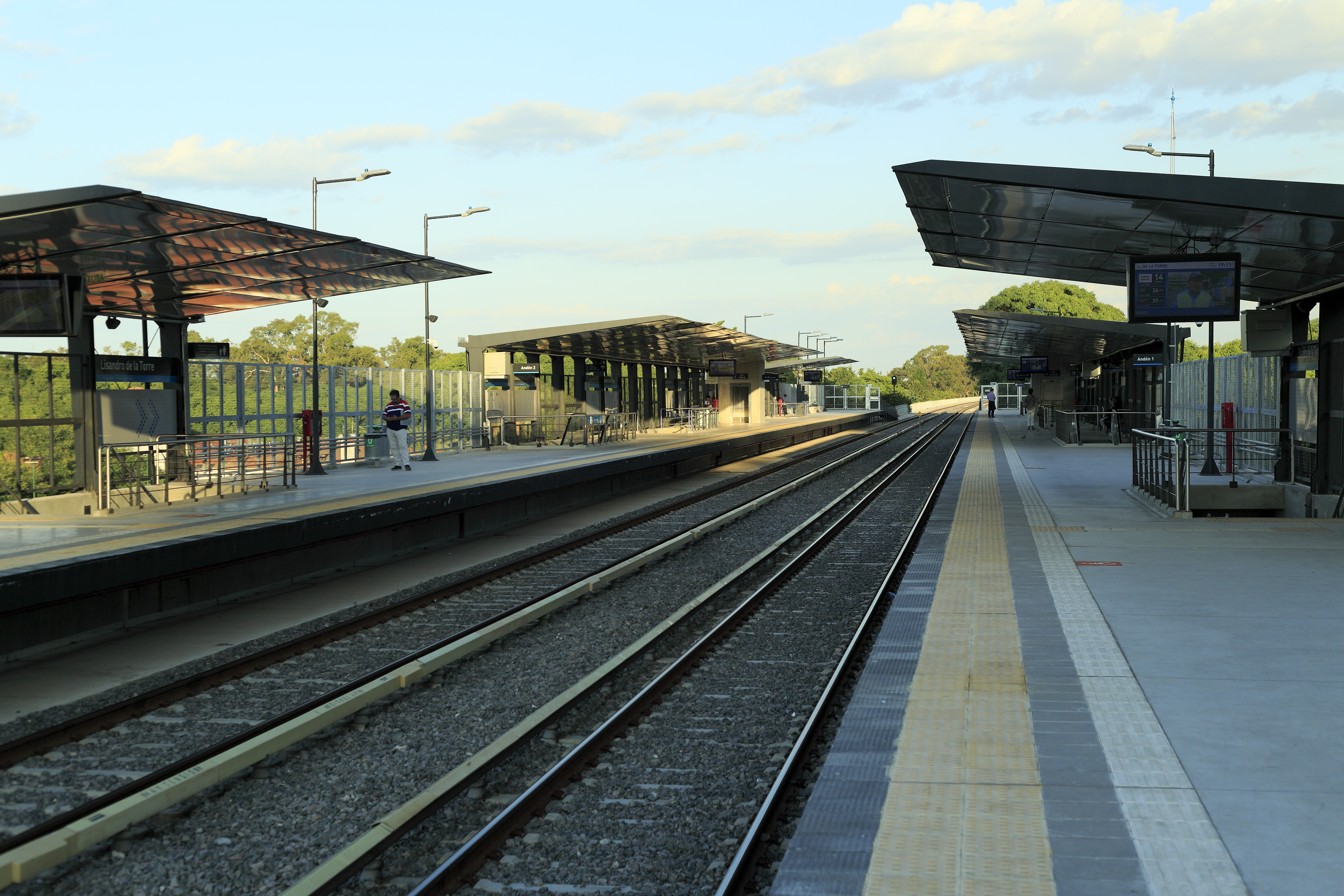
Estación elevada
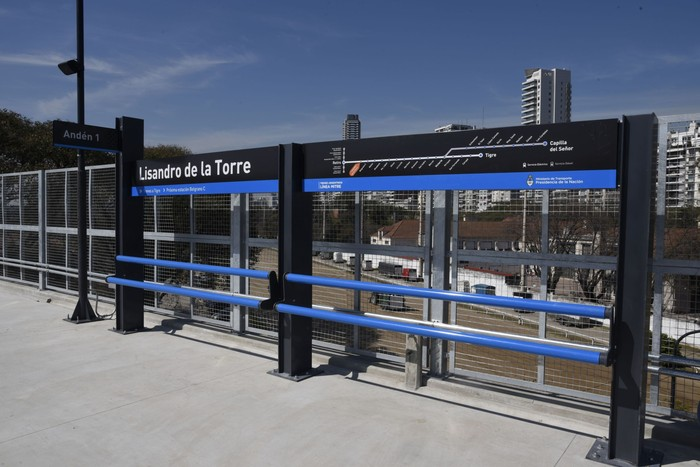
Nuevo nomenclador